# آنتیگونه (سوفوکل)

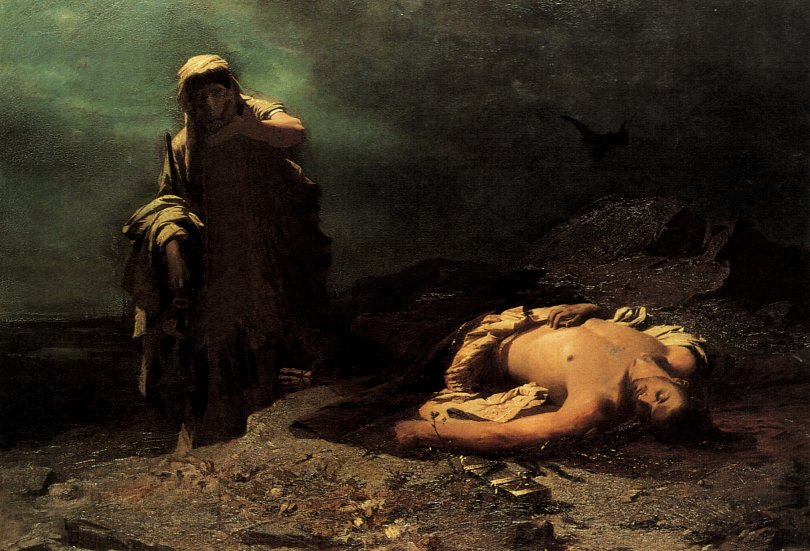
آنتیگونه در برابر جسد پولونیکس اثر نیکفوروس لیتراس

آنتیگونه (به یونانی: Ἀντιγόνη)، نام نمایشنامه‌ای است از تراژدی‌نویس مشهور یونانی، سوفوکل که در حدود ۴۴۲ پیش از میلاد نوشته شده‌است و با وجودی که آخرین نمایشنامه از سه گانهٔ تبس، یا  تِبای (به انگلیسی: Theban Trilogy) است اما پیش از دو نمایشنامهٔ دیگر (ادیپ شهریار و ادیپ در کولونوس) نوشته شده‌است.
تنها ۷ نمایشنامه از مجموع ۱۲۳ تراژدی سوفوکل باقی‌مانده‌است و شاید بتوان سه‌گانهٔ تبس را با توجه به اجراهای بسیاری که از نمایشنامهٔ آنتیگونه صورت گرفته‌است مشهورترین آن‌ها دانست..

## خلاصه

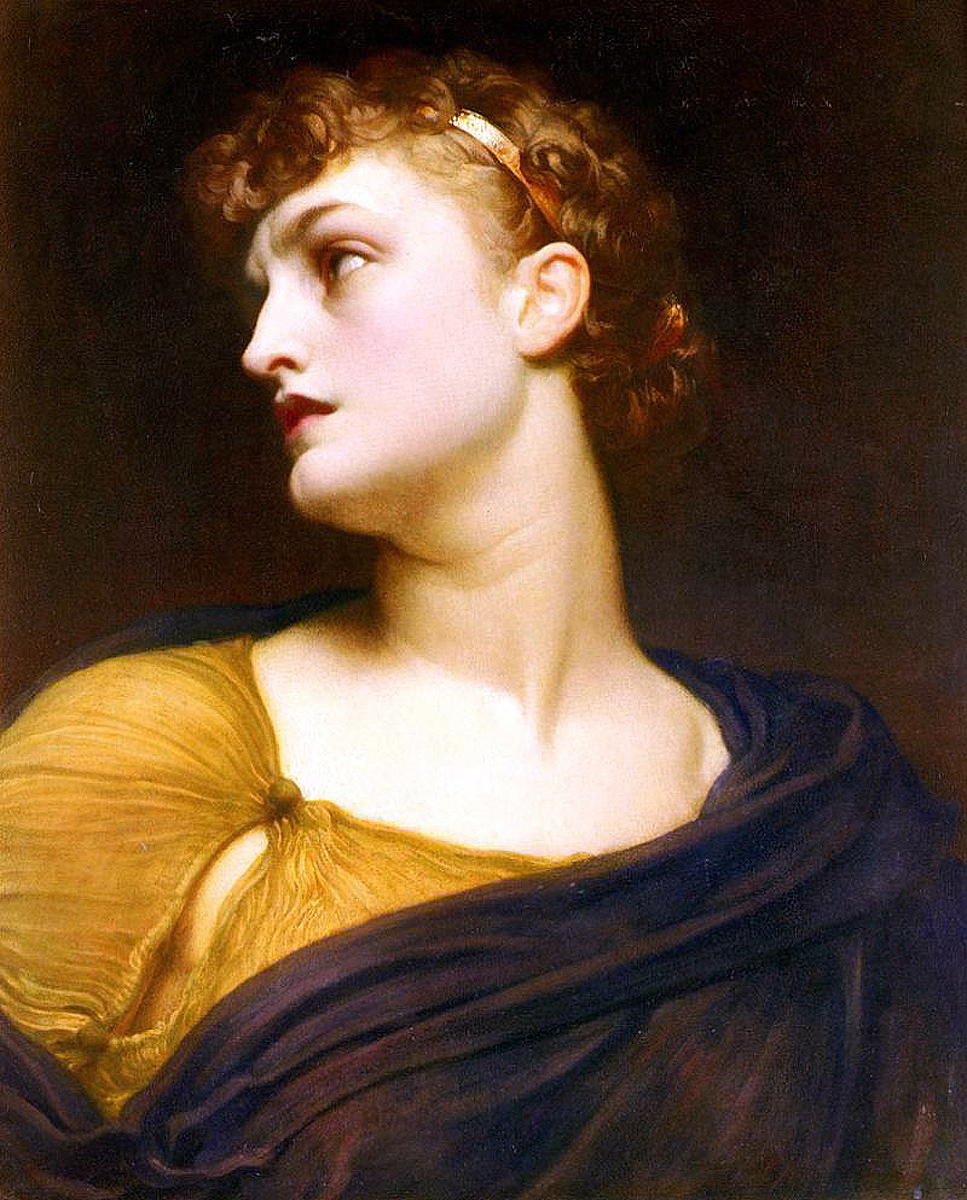
آنتیگونه

پولونیکس و اتئوکلس در جنگ با یکدیگر بر سر قدرت کشته می‌شوند. کرئون، پادشاه تبس فرمان می‌دهد تا اتئوکلس را با تشریفات و احترام کامل به خاک بسپارند ولی جنازهٔ پولونیکس خیانتکار را به حال خود رها سازند تا خوراک کرم‌ها و لاشخورها شود. آنتیگونه و ایسمنه، خواهران دو برادر کشته شده هستند و آنتیگونه نمی‌تواند بپذیرد که جنازهٔ برادرش پولونیکس به حال خود رها گردد. پس مخفیانه به دیدار ایسمنه رفته و از او می‌خواهد تا در خاک‌سپاری برادر به او کمک کند. اما ایسمنه از خشم کرئون وحشت دارد و نمی‌پذیرد. پس آنتیگونه به تنهایی دست به کار می‌شود.
کرئون در کاخ خود است و ریش‌سفیدان تبس (گروه سرایندگان) فرمان او را مورد تأیید قرار می‌دهند. اما خبر می‌رسد که کسی پولونیکس را دفن کرده‌است. کرئون بر می‌آشفد و خواهان دستگیری خاطی می‌شود. آنتیگونه را به پیش او می‌آورند و او بدون اینکه کارش را پنهان سازد با کرئون بر سر اینکه اخلاقیات را زیر پا گذاشته‌است وارد بحث می‌شود. کرئون از سخنان او برافروخته می‌شود و چون گمان می‌برد در این کار ایسمنه نیز به خواهرش کمک کرده‌است دستور دستگیری او را نیز می‌دهد. ایسمنه که ترجیح می‌دهد همراه با خواهرش کشته شود به دروغ اعتراف می‌کند اما آنتیگونه می‌گوید که او به تنهایی این کار را انجام داده‌است.
دو خواهر زندانی می‌شوند. هایمون، پسر کرئون و نامزد آنتیگونه به پیش پدر می‌آید تا او را از این کار بازدارد اما گفتگوی آن دو به درگیری لفظی انجامیده و هایمون در حالی‌که قسم می‌خورد دیگر هرگز کرئون را ملاقات نخواهد کرد از آنجا خارج می‌شود.
کرئون سرانجام تصمیم می‌گیرد تا ایسمنه را آزاد کرده و آنتیگونه را در غاری زنده به گور سازد. آنتیگونه بر سرنوشت خود می‌گرید اما از کارش دفاع می‌کند. پیشگوی نابینایی به نام ترسیاس به کرئون هشدار می‌دهد که خدایان از رفتار او ناخشنودند و به خاطر اشتباهاتش، فرزندش را از دست خواهد داد، تمام یونان او را خوار خواهد شمرد و خدایان، قربانی‌های شهر تبس را نخواهند پذیرفت. ریش‌سفیدان از این سخنان به وحشت می‌افتند و از کرئون می‌خواهند تا آنتیگونه را آزاد کرده و پولونیکس را به خاک بسپارد. کرئون می‌پذیرد اما آنتیگونه خود را به دار آویخته‌است. هایمون از مرگ نامزدش بسیار اندوهگین می‌شود و خود را می‌کشد. خبر مرگ هایمون به مادرش ائورودیکه می‌رسد و او نیز خود را می‌کشد. کرئون خود را به خاطر تمام این پیشامدها ملامت می‌کند. او توانست تاج و تخت خود را حفظ نماید اما از فرمان خدایان سرپیچی کرد و همسر و فرزند خود را از دست داد.